# 林伍德 (堪薩斯州)
林伍德（英語：Linwood）是一個位於美國堪薩斯州萊文沃思縣的城市。

## 地方資料
根據2020年美國人口普查的數據，林伍德的面積為1.56平方千米，當中陸地面積為1.51平方千米，而水域面積為0.05平方千米。當地共有人口415人，而人口密度為每平方千米266.03人。